# Радио и телевизия на Черна гора
Радио и телевизия на Черна гора (на черногорски: Радио и Телевизија Црне Горе, РТЦГ) е държавната обществена радио и телевизия в Черна гора. От 1991 г. е с това име. Притежава телевизионните канали – ТВЧГ 1, ТВЧГ 2, ТВЧГ 3 и ТВЧГ МНЕ, както и радиостанциите – Радио Черна гора и Радио 98.

## История
Първата радиостанция в Югоизточна Европа стартира през 1904 г. в Черна гора. През 1914 г. радиостанцията е унищожена от Австро-Унгария, по време на Първата световна война. На 27 ноември 1944 г. е създадено Радио Цетине, което по-късно става Радио Титоград, а днес функционира под името Радио Черна гора. Телевизия Титоград се счита че развива своята дейност от 4 май 1964 г., когато в Белградския телевизионен дневник е показан репортаж към черногорската редакция. От 1971 г. започва целодневното излъчване на телевизионната програма от студиото в Титоград (днес Подгорица).